# Super Mario Odyssey
Super Mario Odyssey – komputerowa gra platformowa stworzona przez japońską firmę Nintendo. Została udostępniona 27 października 2017 roku.

## Rozgrywka
Gracz steruje postacią Mario poruszającą się po otwartym świecie. Głównym zadaniem w grze jest uwolnienie Księżniczki Peach od Bowsera. W tym celu musi zebrać wymaganą liczbę księżyców. Gra nie narzuca kolejności wykonywania zadań. W grze zawarto specjalne lokacje w 2D stylizowane na starsze odsłony serii. Mario może rzucać czapką żeby zebrać monety albo atakować przeciwników.

## Odbiór
Redaktor z Gry-Online pochwalił nową mechanikę poruszania się wcześniej przejętymi przedmiotami. Jego zdaniem duża liczba istot do przejęcia i unikalny sposób poruszania się urozmaica rozgrywkę. Pozytywnie opisał też projekty poziomów, które motywują gracza do dalszej eksploracji świata. W trzy dni od premiery sprzedano ponad 2 miliony kopii.
Do 30 czerwca 2021 sprzedano ponad 21 milionów kopii gry.